# Кубок Гопмана 2016
Кубок Гопмана 2016 (англ. 2016 Hopman Cup. ) — 28-й традиційний виставковий турнір на Кубок Гопмана, проведений з 3 по 9 січня 2016 року у Австралії, на кортах Perth Arena.
За схемою турніру 8 національних команд (складаються з тенісиста і тенісистки), розбиті на 2 групи. У кожній з груп за круговою системою визначаються переможці, які виявляють володаря кубку у окремому матчі.

Усі 8 команд запрошуються організаторами на власний розсуд.
Вперше на турнірі були представлені дві австралійський команди, Австралія Ґолд і Австралія Ґрін. Повний склад учасників був оголошений у жовтні 2015р. Спочатку Ллейтон Г'юїтт і Кейсі Деллаква повинні були представляти Австралію Ґолд, але Деллаква була замінена на Ярмілу Вулф. Інші заміни сталися у команді Франції (Кенні де Схеппер замість Гаеля Монфіса) та Чехії (К. Плішкова замість Л. Шафарової).
Володарі кубку 2015 року — збірна Польщі — не брали участь у цьому розіграші трофею. Кубок був виграний командою Австралія Ґрін у складі Дар'ї Гаврилової і Ніка Кірьоса, що обіграла у фіналі українську пару Долгополов - Світоліна.

Збірна Австралії виграє свій другий титул чемпіона турніру.